# Diecéze Amarillo
Diecéze Amarillo je římskokatolická diecéze nacházející se ve Spojených státech amerických.

## Území
Zahrnuje území okresů Armstrong County, Briscoe County, Carson County, Castro County, Childress County, Collingsworth County, Dallam County, Deaf Smith County, Donley County, Gray County, Hall County, Hansford County, Hartley County, Hemphill County, Hutchinson County, Lipscomb County, Moore County, Ochiltree County, Oldham County, Parmer County, Potter County, Randall County, Roberts County, Sherman County, Swisher County a Wheeler County státu Texas.
Biskupským sídlem je město Amarillo, kde se nachází hlavní chrám, katedrála Svaté Marie.

## Historie
Diecéze byla zřízena 3. srpna 1926 bulou Pastoris aeterni papeže Pia XI. z části území diecéze Dallas a San Antonio.
Dne 16. října 1961 byla část území včleněna do diecéze San Angelo a 25. března 1983 do diecéze Lubbock.

## Seznam biskupů
- Rudolph Aloysius Gerken (1926–1933)
- Robert Emmet Lucey (1934–1941)
- Laurence Julius FitzSimon (1941–1958)
- John Louis Morkovsky (1958–1963)
- Lawrence Michael De Falco (1963–1979)
- Leroy Theodore Matthiesen (1980–1997)
- John Walter Yanta (1997–2008)
- Patrick James Zurek (od 2008)